# Тавехаши
Тавехаши, таовайя — индейское племя в США. По этнокультурной классификации относится к индейцам южных равнин. Проживали на территории современных штатов Оклахома и Техас. В настоящее время входит в народ уичита, федерально признанное племя.

## Название
В ранних испанских документах были более известны как таовайя. Иногда белые поселенцы и исследователи называли их уичита. В своей экспедиции 1719 года французский исследователь Жан-Батист Бенар де ла Арп раздельно упоминал искани, тавакони, уичита и тоайя (таовайя). У испанцев в ранних записях уичита и таовайя иногда также упоминаются раздельно. Американцы называли их тавехаши. Были известны также как айядо, тагуайя, тауаизе и товаши.

## История

### Ранняя история
Примерно с 1630 по 1710 год тавехаши проживали недалеко от современного города Марион, штат Канзас, где были обнаружены археологические памятники с общими чертами, известные под коллективным названием «Большая Излучина» или «Большая Дуга» (англ. Great Bend). Предполагается, что эти памятники являются свидетельством проживания тавехашей, которых впервые встретили и описали Франсиско Васкес де Коронадо и ряд других европейских путешественников. О встрече с европейцами говорят немногочисленные артефакты европейского происхождения, такие, как кольчуга и железный топор. Археологические данные показывают, что тавехаши практиковали смешанное натуральное хозяйство, основанное на земледелии, охоте, собирательстве и рыболовстве. Деревни находились на верхних террасах рек, а культурные растения (кукуруза, бобы, тыква и подсолнечник) выращивались в речных долинах. Из дикорастущих растений тавехаши собирали лесные орехи, сливу, виноград, пекан и плоды дерева каркас.
В 1719 году французский исследователь Клод Шарль дю Тине обнаружил две вероятные деревни тавехашей, которые он назвал «Паниуасса», на территории современного округа Уилсон. Пани было общим термином, которым французы называли как индейцев пауни, так и уичита. В том же году другой французский исследователь, Жан-Батист Бенар де ла Арп, посетил деревню в нескольких километрах к югу от Талсы, жители которой принадлежали к нескольким племенам уичита, включая тоайя или тавехашей. Де ла Арп указал, что тавехаши были самыми многочисленными из уичита.
К началу XVIII века осейджи вторглись на земли уичита с востока, а апачи — с запада. В 1720-х годах тавехаши начали переселяться на юг к Ред-Ривер, основав большую деревню на северном берегу реки на территории современного округа Джефферсон. К концу 1750-х годов многие из уичита жили в Техасе и за рекой Ред-Ривер в Оклахоме.
Тавехаши достигли своего максимального влияния в начале второй половины XVIII века. Их поселение на севере Техаса было оживлённым торговым центром, куда команчи привозили рабов, лошадей и мулов, чтобы обменять их на французские ружья, порох, ножи и ткани, а также на выращенную тавехашами кукурузу, дыни, тыквы, кабачки и табак.
Как союзники французов, тавехаши столкнулись с испанцами, которые построили несколько постов и миссий в Южном Техасе. В 1758 году тавехаши, тавакони, вако и команчи уничтожили испанскую миссию Сан-Саба-де-ла-Санта-Крус. В следующем году испанцы послали армию численностью 500 человек на север, чтобы атаковать деревню тавехашей. Индейское войско встретило испанцев и разгромило их, захватив две пушки и убив или ранив около 50 белых людей. Неудачное нападение испанцев на деревни тавехашей в Техасе и Оклахоме в 1759 году стало известно как Битва за Деревни-Близнецы. В дальнейшем тавехаши продолжали воевать против испанцев и их индейских союзников липанов. В декабре 1764 года Эйасикиче, один из вождей тавехашей, возглавил нападение на испанцев и липанов близ миссии Сан-Лоренсо-де-ла-Санта-Крус.
Потеря французами своих американских колоний в 1763 году прервала поток торговых товаров для тавехашей и они попытались помириться с испанцами. В 1771 году тавехаши, вако, тавакони и тонкава заключили мирное соглашение с испанцами, но начали войну с команчами. К концу XVIII века тавехаши и команчи восстановили мирные отношения.

### XIX век
Отношения тавехашей с англо-американцами до середины XIX века были в основном враждебными, но болезни и войны сократили их численность и сопротивляться вторжению белых на их земли они уже не могли. В 1835 году тавехаши вместе с команчами заключили первый договор с правительством США, по которому согласились жить в мире с американцами, осейджами и переселёнными на Индейскую территорию чероками, криками, чокто, семинолами и чикасо. 16 ноября 1845 года тавехаши, вако, тавакони и кичай подписали мирный договор с Техасской республикой.
Незадолго до аннексии Техаса США в 1840—1845 годах — тавакони и вако, жившие в верховьях реки Бразос, считались индейцами Техаса, а тавехаши, жившие к северу от Ред-Ривер, индейцами Соединённых Штатов. В 1846 году, после аннексии Техаса, на реке Бразос у Кансл-Спрингс был заключён договор с тавехашами, тавакони, вако, команчами, липанами, кэддо и кичай, по которому племена признавали над собой юрисдикцию США. Позднее тавехашей поселили в резервацию, которая располагалась между реками Канейдиан-Ривер и Уошито.